# Ретейнер
Ретейнер (англ. retainer) — ортодонтическая шина, которая фиксируется на время ретенционного периода после завершения ортодонтического лечения. На раннем этапе становления ортодонтии стоматологи и ортодонты считали, что после исправления прикуса брекет-системами зубы остаются ровными на всю жизнь. На самом деле, после исправления прикуса брекетами зубы стремятся вернуться в первоначальное положение, а ретейнер надёжно удерживает их в новом положении. Ретенция, в среднем, занимает 2—3 года.
Ретейнеры бывают съёмные и несъёмные.

## Несъёмный (металлический)

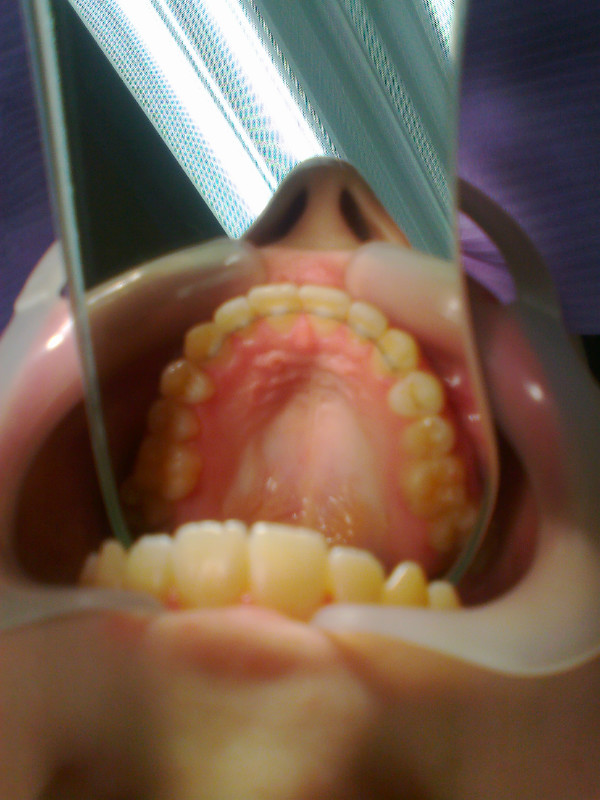
Несъёмный металлический ретейнер

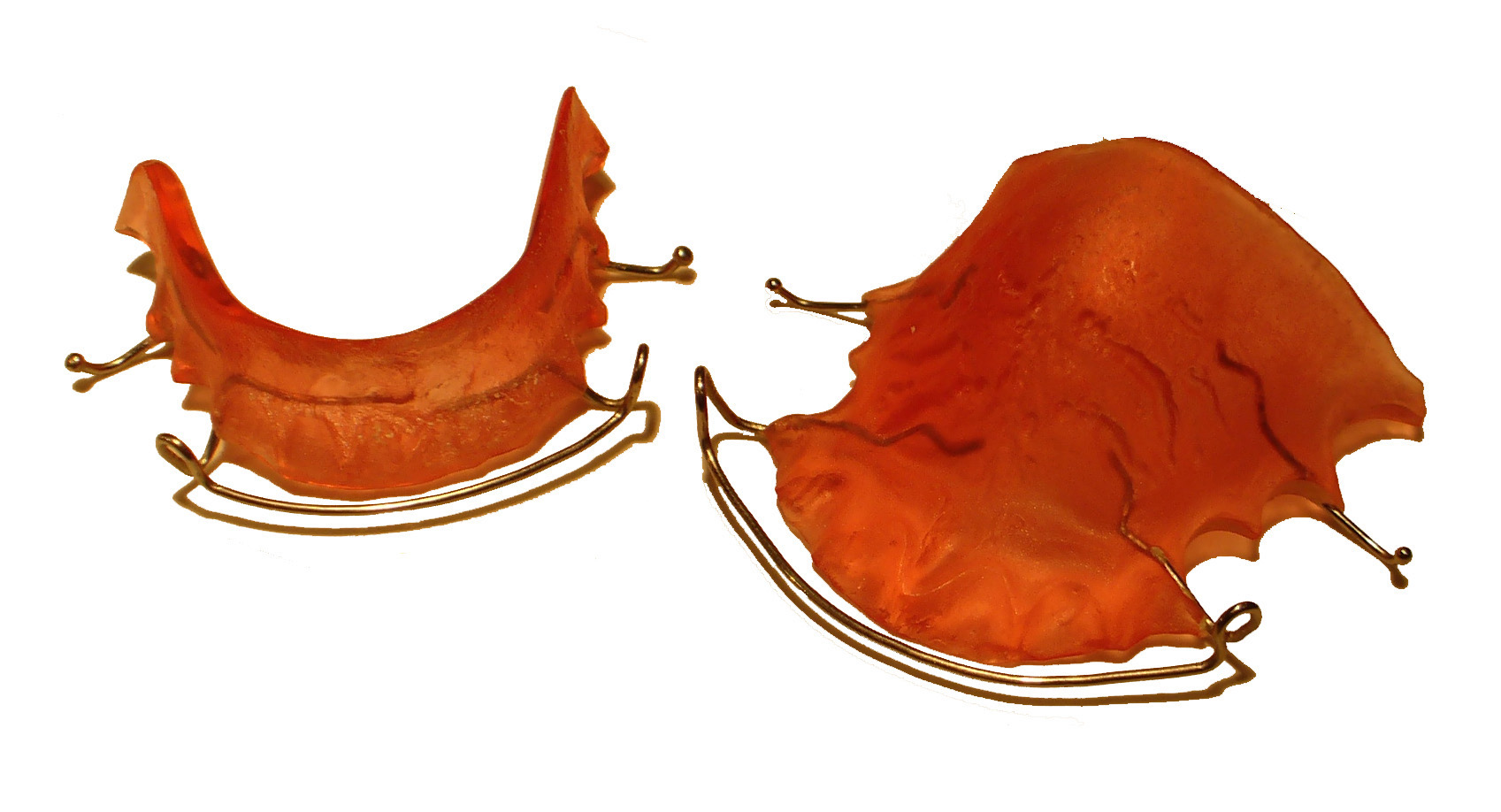
Съёмные пластиковые ретейнеры

После завершения исправления прикуса, ретейнер фиксируется специальным композитным материалом на лингвальную (внутреннюю) поверхность передних шести зубов и носится там до полного завершения ретенционного периода и стабилизации зубов в новом положении. После выравнивания зубов брекет-системой, ретейнер устанавливается врачом-ортодонтом и, как правило, остаётся у пациента пожизненно, в противном случае зубы могут снова расстроиться. Ретейнеры вызывают незначительный дискомфорт в первые дни после установки, со временем пациент к ним привыкает и перестаёт замечать.

## Съёмный (пластиковый)
Съёмные ретейнеры разделяют на двухчелюстные (в основном для ночного использования) и одночелюстные (для постоянного или периодического использования). Съёмный ретейнер — это пластиковая прозрачная каппа с металлической дугой. Съёмные ретейнеры требуют ухода: периодической промывки под проточной водой и чистки зубной щёткой. Зубной техник изготавливает каппы по новым слепкам в конце лечения. Нередко врач назначает оба ретейнера: постоянный (несъёмный) и съёмный на ночь.
Ретенционный период — важнейшая часть исправления патологий прикуса и зависит в большей степени от добросовестности пациента в выполнении рекомендаций врача.